# Corydoras napoensis
Corydoras napoensis är en fiskart som beskrevs av Han Nijssen och Isbrücker, 1986. Corydoras napoensis ingår i släktet Corydoras och familjen Callichthyidae. Inga underarter finns listade i Catalogue of Life.